# Paddy Roy Bates
Paddy Bates, plus connu sous le nom de Roi Pad, né le 29 juin 1921 à Ealing (Londres) et mort le 9 octobre 2012 à Leigh-on-Sea dans le comté d'Essex, est un ancien major de l'armée britannico-sealandaise connu comme cryptarque pour être le prince et chef d'État auto-proclamé de la micronation de Sealand de 1967 à 1999.

## Jeunesse
Paddy Bates naît le 29 juin 1921 à Ealing, Londres. Ses parents, Harry et Lilyan Bates tiennent une boucherie dans le quartier Ouest de Londres. Il est alors le dernier survivant des cinq enfants du couple, décédés nourrissons.
En 1936, à l'âge de 15 ans et en trichant sur son âge, il rejoint les Brigades internationales en lutte contre Franco durant la Guerre civile espagnole.

## Prince de Sealand

### Formation de la principauté
En 1966, Bates monte une opération sur le fort de Roughs Tower situé vers Forts Maunsell, au-delà de la limite des eaux territoriales du Royaume-Uni. Il tente de remettre en marche la station radiophonique du fort mais n'y parvient pas malgré le matériel dont il dispose. 
Le 14 août 1967, la nouvelle loi sur les infractions en matière de radiodiffusion maritime est entrée en vigueur, interdisant la diffusion à partir de certaines structures marines, à savoir les plates-formes telles que celle de Bates. Pour répondre à cette interdiction, le 2 septembre 1967, il déclare l'indépendance de Roughs Tower et la proclame principauté sous le nom de principauté de Sealand.
Après cela, l'homme d'affaires britannique Ronan O'Rahilly, responsable d'une autre station de radio pirate, conteste le pouvoir du prince et tente avec un groupe d'hommes de prendre la plateforme d'assaut. Bates et ses hommes utilisent des bombes à essence et des fusils pour contrecarrer la tentative d'O'Rahilly. À la suite du conflit, la Royal Navy se rend dans la nouvelle principauté et reçoit des coups de feu tirés sous les ordres du fils de Bates. Mis en état d'arrestation par le tribunal britannique, Bates et son fils restent sur les eaux territoriales britanniques en refusant de reconnaître l'autorité britannique[pas clair]. L'affaire prenant de l'ampleur, le tribunal renonce aux plaintes et laisse ces eaux territoriales aux mains du prince auto-proclamé. Bates prend cela comme une reconnaissance de facto de son pays et sept ans plus tard, publie, entre autres, une constitution, un drapeau et un hymne national pour la Principauté de Sealand.

### Crise de 1978
En 1978, l'homme d’affaires allemand Alexander Achenbach envahit la principauté et prend en otage le fils de Bates, le prince héritier Michael avec le soutien d'autres allemands et de néerlandais. Bates et ses hommes lancent alors une contre-attaque tôt le matin pour reprendre le contrôle du pays. Il détient les allemands et les hollandais comme prisonniers de guerre et reprend le commandement. L'un d'entre eux ayant accepté un passeport Sealand, il est détenu et reconnu coupable de trahison alors que les autres sont relâchés. L'Allemagne envoie un diplomate au Royaume-Uni pour lui demander une intervention, ce que le gouvernement britannique ne peut faire. L'Allemagne envoie donc ensuite un diplomate à Sealand pour négocier la libération du prisonnier. Il est libéré et le prince Bates affirme que l'acte de négociation diplomatique est une reconnaissance de facto de la principauté.

### Dernières années
En 1999, le prince, fatigué, prend sa retraite et se retire dans le comté d'Essex. Son fils Michael arrive alors à la tête de l'administration de Sealand en tant que prince régent. Bien qu'il ne dirige plus la principauté, Paddy Roy Bates garde le titre de chef d'État. Le 9 octobre 2012, il meurt tranquillement dans une maison de retraite à Leigh-on-Sea, après avoir souffert d'Alzheimer pendant plusieurs années. Ses funérailles ont lieu au crématorium de Southend-on-Sea.
Michael réagit à la mort de son père en le citant comme « un personnage énorme ». Par la mort de son père, celui-ci devient le nouveau prince et chef d'État du Sealand.
L'épouse de Paddy Roy Bates, la princesse Joan, avec laquelle il eut deux enfants (Michael et Penny), meurt quelques années plus tard, en 2016.